# グレアム・シニー
グレアム・シニー（Graeme Shinnie 、1991年8月4日 - ）は、スコットランド・アバディーン出身の同国代表プロサッカー選手。ウィガン・アスレティックFC所属。ポジションはDF。

## 経歴

### クラブ
2009年7月、17歳でインヴァネス・カレドニアン・シッスルFCに加入。翌8月にプロデビューを果たした。
2015年1月、6月にアバディーンFCに移籍することが発表された。
2019年5月、7月よりフリーでダービー・カウンティFCに加入することが発表された。
2022年1月16日、ウィガン・アスレティックFCへ完全移籍。

### 代表
2018年5月のペルー代表戦でスコットランド代表デビュー。

## 人物
実兄のアンドリューもサッカー選手で、インヴァネスではチームメイトだった。

## タイトル

### クラブ
インヴァネス
- スコティッシュカップ: 2014-15

### 個人
- PFAスコットランド年間ベストイレブン（4回）: 2013-14, 2014-15, 2017-18, 2018-19